# Hécourt (Eure)
Hécourt – miejscowość i gmina we Francji, w regionie Normandia, w departamencie Eure.
Według danych na rok 1990 gminę zamieszkiwały 274 osoby, a gęstość zaludnienia wynosiła 35 osób/km² (wśród 1421 gmin Górnej Normandii Hécourt plasuje się na 635 miejscu pod względem liczby ludności, natomiast pod względem powierzchni na miejscu 478).